# Itapororoca
Itapororoca este un oraș în Paraíba (PB), Brazilia.